# Isoclina

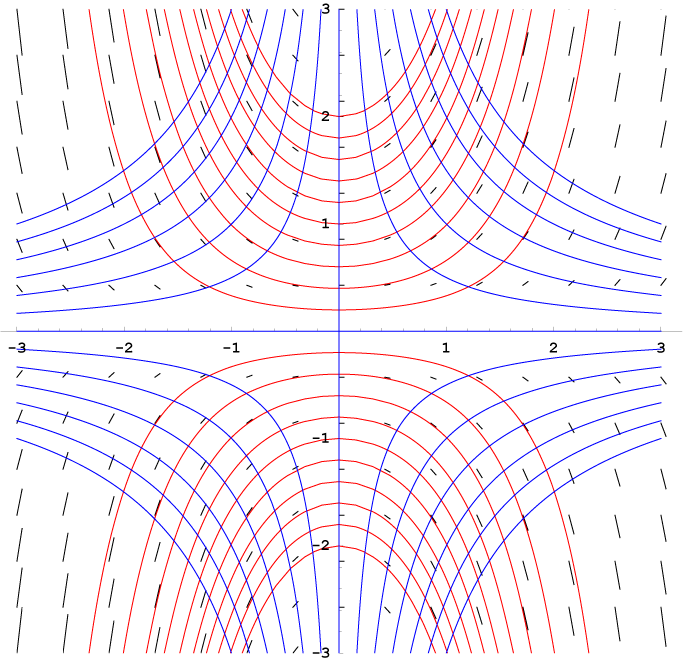
Le isocline in matematica, rappresentate in blu.

In cartografia con il termine isoclina si indica il luogo dei punti della superficie terrestre dove, in un certo momento, l'inclinazione magnetica ha uno stesso valore.
In matematica, le isocline sono le curve sulle quali la pendenza di tutte
le curve integrali che le attraversano è la stessa.
Nella dinamica delle popolazioni una isoclina mostra il set di valori di parametri di popolazione per cui il tasso di accrescimento per una popolazione in una coppia di popolazioni interagenti è nullo.